# Martin Šindelář
Martin Šindelář (22 gennaio 1991) è un calciatore ceco, difensore del Prostějov.

## Caratteristiche tecniche
Terzino destro, può giocare anche come mediano.